# Philipp Wilhelm von Hutten zum Stolzenberg
Philipp Wilhelm von Hutten zum Stolzenberg (* 11. Dezember 1701 in Steinbach, heute zu Lohr am Main; † 22. Januar 1757 in Würzburg) war Kanoniker der römisch-katholischen Kirche.

## Leben
Philipp Wilhelm von Hutten stammte aus dem reichsritterlichen Geschlecht derer von Hutten, das schon mehrere Bischöfe hervorgebracht hatte. Er war der Sohn des Freiherrn Franz Ludwig von Hutten zu Stolzenberg, Amtmann in Homburg an der Werren und später Kaiserlicher Rat und Würzburger Oberamtmann im fränkischen Gerolzhofen, und der Johanna Juliana, geborene von Bicken.
Philipp Wilhelm wurde früh für den geistlichen Stand bestimmt. Nachdem er am 9. November 1710 die niederen Weihen erhalten hatte, wurde er am 16. November 1710 zum Subdiakon geweiht. 1712 wurde er in das Würzburger Seminar für junge Adelige Kollegium St. Killian aufgenommen. Im Folgejahr wurde er auf bischöfliche Nomination am 14. Juli zum Kanoniker ernannt. Nach Immatrikulation an der Universität Würzburg im Dezember 1718 begann er dort seine Studienzeit. Zur weiteren Ausbildung beurlaubte man ihn 1720 für zwei Jahre an die katholisch-theologische Fakultät der Universität Erfurt. Am 12. Dezember 1722 beendete er diesen Ausbildungsabschnitt, um in Niederdeutschland weiterzustudieren.
Philipp hatte bereits 1716 bis 1717 Kanonikate am Hildesheimer Dom sowie 1717 am Speyerer Dom und am Stift St. Alban vor Mainz inne, so dass er gut versorgt war. Am 18. Januar 1725 resignierte er von seinen Ämtern. Er wurde Geheimer Rat, Hofmarschall und Oberamtmann zu Karlstadt. Am 21. Mai 1729 heiratete er Maria Dorothea Carolina von Rotenhan zu Merzbach.
1757 starb Philipp Wilhelm in Würzburg.